# سیارک ۲۴۱۲۴
سیارک ۲۴۱۲۴ (به انگلیسی: 24124 Dozier، نامگذاری:1999VH36) بیست و چهار هزار و صد و بیست و چهارمین سیارک کشف شده‌است که در ۳ نوامبر ۱۹۹۹ کشف شد.
قدر مطلق سیارک برابر ۱۵.۵ است.